# Sbohem, armádo

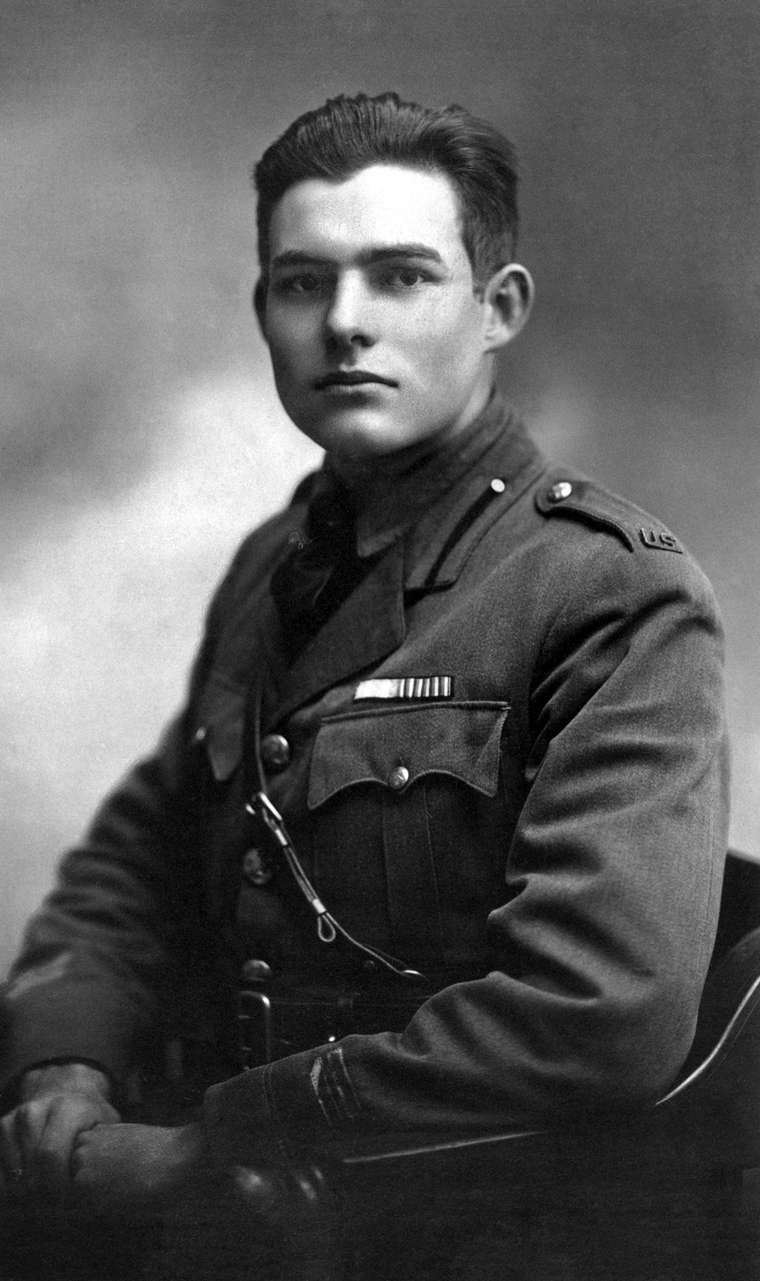
Mladý Hemingway v uniformě, ve které sloužil na italské frontě první světové války

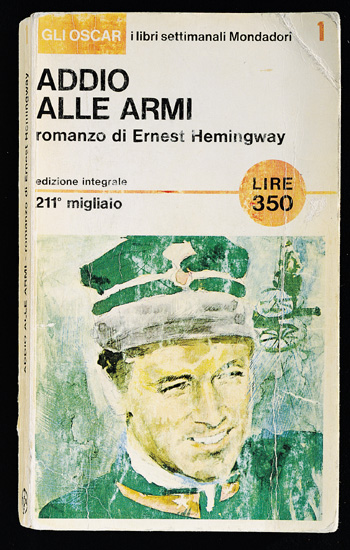
Italské vydání Sbohem, armádo

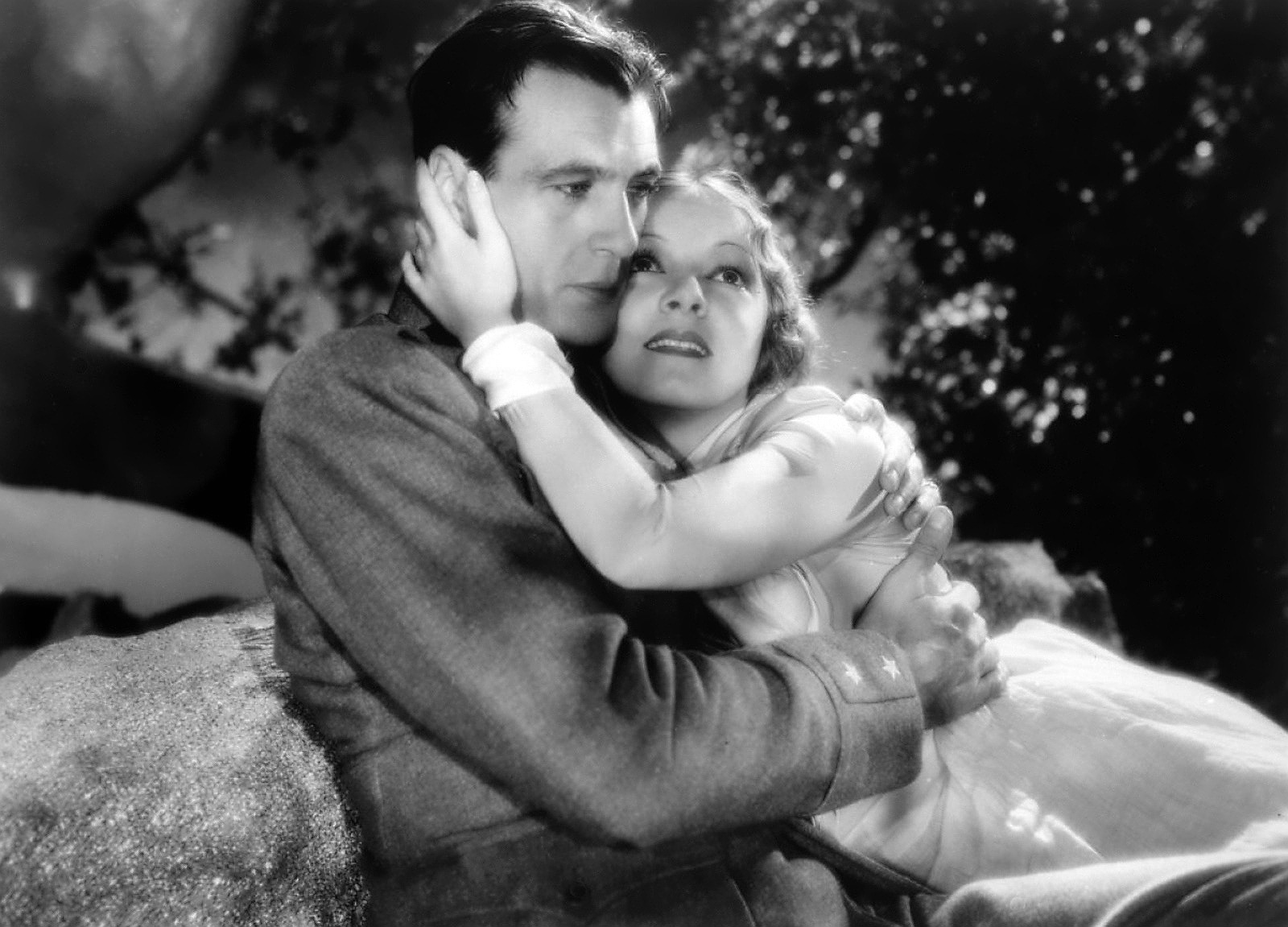
Gary Cooper a Helen Hayesová v rolích Frederica Henryho a Catherine Berkley, ve filmové adaptaci Sbohem, armádo z roku 1932

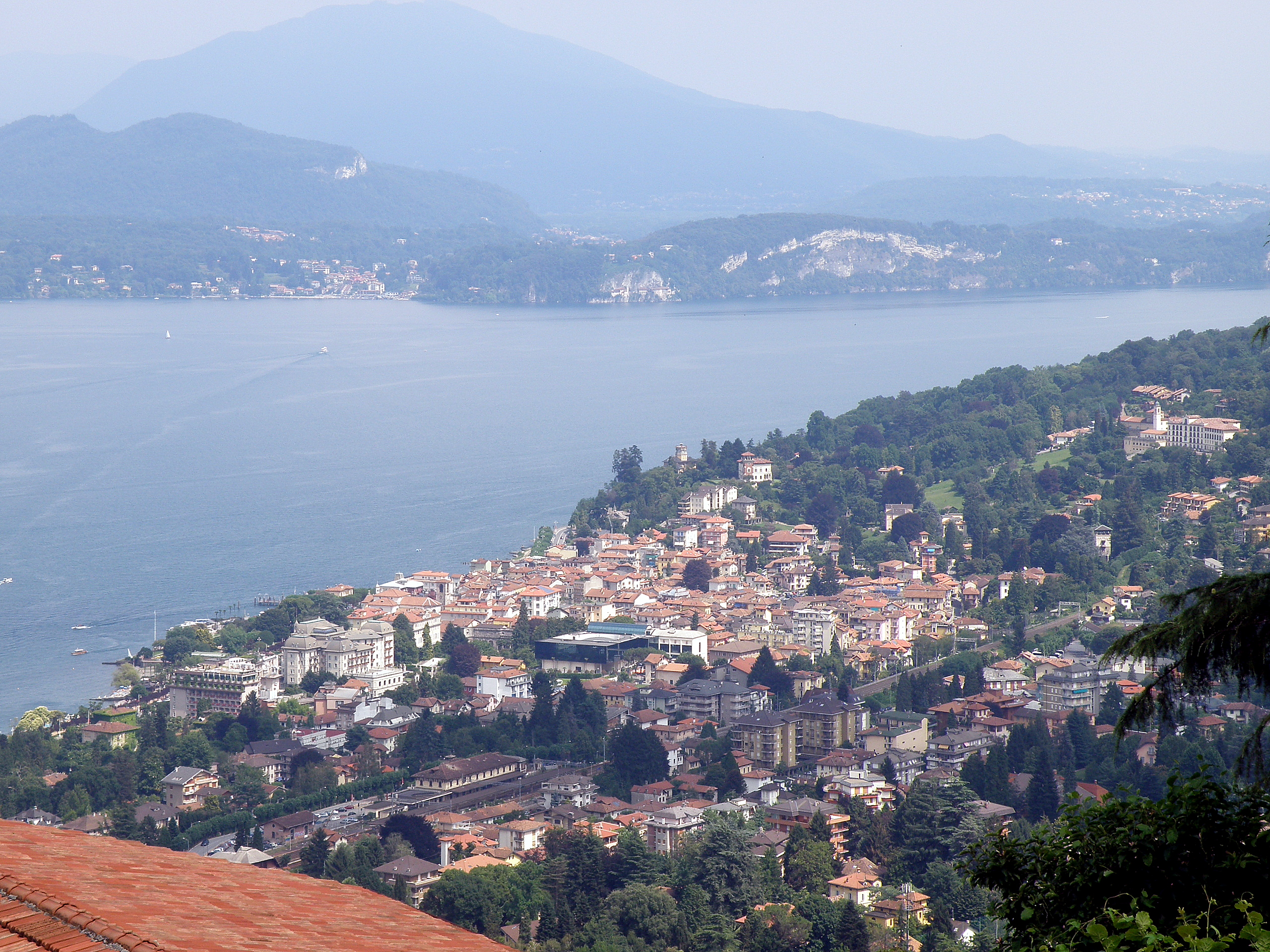
Pohled na Stresu, kde se odehrává značná část příběhu

Sbohem, armádo (někdy též psáno Sbohem, armádo!, v anglickém originále A Farewell to Arms) je román, který napsal americký spisovatel Ernest Hemingway. Děj románu se odehrává během první světové války, na italské frontě a popisuje příběh amerického lajtnanta ("tenente") Frederica Henryho, který pomáhá italské armádě obsluhovat sanitky a který se zamiluje do anglické zdravotní sestry Catherine Barkley. Osobní tragédie se tu střetává s tragédií celospolečenskou. Román poukazuje i na cynismus vojáků a jejich vytěsnění ze společnosti. Kniha byla inspirována autorovými zážitky z italské fronty. Příběh je rozdělen do pěti různě dlouhých knih.
V době svého vydání se Sbohem, armádo stalo bestsellerem, a Ernest Hemingway se díky němu poprvé dostal do širšího povědomí jako spisovatel. Román byl dvakrát zfilmován. Poprvé v roce 1932 stejnojmenný film natočil americký režisér Frank Borzage s Gary Cooperem v hlavní roli a roku 1957 natočili jeho remake Charles Vidor a John Huston.

## Postavy
- Lajtant Frederic Henry – Vypravěč a hlavní hrdina. Je to mladý řidič sanitky, který pomáhá italské armádě. Během bojů prokazuje odvahu, ale k válce se staví stoicky a jeho život postrádá vášeň, dokud se nezamiluje do zdravotní sestry Catherine Barkley. Často pije alkoholické nápoje, ať už víno, brandy, nebo grappu.[2]
- Catherine Barkleyová – Britská zdravotní sestra, které se zamiluje do Frederica. Má ráda romantiku, je milá, místy až naivní, ale naprosto oddaná lásce k Fredericovi.[2]
- Rinaldi – Chirurg italské armády, Fredericův přítel.
- Kněz – Kněz, který často s Fredericem debatuje o bohu.
- Helen Fergusonová – Zdravotní sestra, přítelkyně Catherine.
- Slečna Van Campenová – Vrchní sestra americké nemocnice v Miláně.
- Slečna Gageová – Americká zdravotní sestra
- Dr. Valentini – Italský chirurg.
- Gino, Bonello, Passini, Aymo a Piani – Italští vojáci.
- Emilio – Barman ze Stresy, který pomůže Fredericovi a Catherine uniknout do Švýcarska.
- Hrabě Greffi – Čtyřiadevadesátiletý šlechtic

## Děj

### Kniha první
Lajtant Frederic Henry je americký medik sloužící v italské armádě během první světové války. Děj knihy začíná v zimě, kdy při epidemii cholery zahynou tisíce vojáků. Frederic přijíždí do Gorizie, kde se setkává s ostatními armádními činiteli a s knězem. Svoje zážitky z města poté sdílí s italským chirurgem Rinaldim, se kterým bydlí. Rinaldi má rád ženy, zamiluje se do zdravotní sestry Catherine Barkley, i když nepříliš vážně. Rinaldi vezme Frederica sebou do britské nemocnice, kde mu ji představí. Frederic k ní cítí náklonnost. Catherine mu řekne o svém snoubenci, který zemřel během války a také o tom, že má nepříjemný pocit při dešti. Frederic se ji neúspěšně pokusí políbit, po odmítnutí se dlouze omlouvá. Později se ale jejich rty setkají, ona přiznává, že k němu cítí nějakou náklonnost. Frederic, spolu s dalšími řidiči (Passini, Manera, Gordini a Gavuzzi), jede se sanitkou vyzvednout raněné z bojiště, jsou však zaskočeni útokem rakouských vojsk. Passini je zabit minometem a Frederic si zde těžce zraní koleno a je odvezen do nemocnice.

### Kniha druhá
Rinaldi navštěvuje Frederica v nemocnici a chválí ho za jeho hrdinství, i když Frederic sám se za hrdinu nepovažuje. Rinaldi mu též řekne, že bude převezen do americké nemocnice v Miláně, aby mu byla poskytnuta lepší péče. Frederic ho požádá, aby zde měl Catherine jako zdravotní sestru. Navštíví ho též kněz, kterému svěří své protiválečné postoje. Navíc USA vyhlašuje válku Německu a italská armáda má strach z rakouské ofenzívy. Frederic se dostane do americké nemocnice v Miláně, kde je ošetřován slečnou Gageovou, slečnou Walkerovou a vrchní sestrou slečnou Van Campenovou. Slečna Gageová mu nosí víno. Později přijíždí i Catherine, Frederic si uvědomuje, že je do Catherine skutečně zamilován, poprvé se pomilují. Dále druhá kniha vypráví o jeho léčbě zranění doktorem Valentinim, o setkání se slečnou Fergusonovou (přítelkyní Catherine) a o vývoji milostného vztahu s Catherine, kteří si spolu užívají léto v Miláně, zajdou například na horské dostihy, nebo na plavbu lodí. Poté, co se Frediricovi zahojí koleno, dostane žloutenku. Slečna Van Campenová objeví prázdné lahve od alkoholu ve Fredericově pokoji a dojde k závěru, že žloutenka je způsobena jeho alkoholismem a že si ji přivodil úmyslně, aby se nemusel vrátit na frontu. Zruší mu proto zbytek pobytu v nemocnici, je poslán zpět na frontu. Catherine ho informuje o tom, že je s ním těhotná. Slíbí si, že se znovu setkají a až válka skončí, tak se vezmou. Frederic ji požádá, aby se starala o Malou Catherine.

### Kniha třetí
Frederic se vrátí do Gorizie, kde se znovu setká s Rinaldim a knězem, který předpovídá, že válka brzy skončí. Frederic poté jede do Bainsizzy, kde se setká s italským patriotem Ginem, který mu poví o velmi silných zbraních, které má rakouská armáda. Frederic si uvědomí, že se Italové neubrání rakouské ofenzívě. Začíná silný déšť a začíná bombardování. Morálka italských vojáků klesá. Krátce poté rakouská armáda zničí italské pozice během bitvy u Caporetta, Italové ustupují a domy jsou evakuovány. Frederic se svými muži se snaží včas uniknout, aby to stihli tak si vyberou alternativní cestu, ale brzy se ztratí a jejich auta uváznou v rozježděné cestě. Jeden z italských vojáků se pokouší dezertovat, ale Frederic ho zastřelí. Jeden z řidičů, Aymo, je později zabit, zatímco další z řidičů, Bonello, uteče do rakouského zajetí. Frederic tak zůstane s posledním z řidičů, s Pianim, se kterým se dostane k italské armádě u řeky Tagliamento. Frederic je zde ale obviněn vojenskou policií ze zrady, zachraňuje se skokem do proudu řeky. Po nějaké době se mu daří vylézt z řeky a naskočit do jedoucího vlaku, který jede do Milána, aby se dostal za Catherine.

### Kniha čtvrtá
V Miláně se Frederic dozví, že Catherine odjela do Stresy. Navštíví zde také Ralpha Simmonse, bývalého operního zpěváka, a zeptá se ho, jak se má dostat z Itálie do Švýcarska. Ralph mu pomůže a poskytne mu civilní oblečení. Následně odjíždí vlakem do Stresy a ubytuje se v hotelu Isles Borromées. Emilio, místní barman, ho informuje o tom, že dvě britské zdravotní sestry se ubytovaly v malém hotelu nedaleko nádraží. Frederic zde potká Catherine a Helen Ferguson. Setkává se zde i s hrabětem Greffim, velmi starým šlechticem, kterého zde potkal, když poprvé navštívil Stresu. Greffi je zde se svou neteří. Frederic Catherine neřekne nic o svých válečných zážitcích. Navíc se cítí jako zločinec, jako dezertér. Emilio mu další den oznámí, že ho sem brzy přijde válečná policie zatknout. Emilio jim ale poskytne loďku, aby mohli odplout do Švýcarska. Cesta je to dlouhá, navíc je bouřka a voda je neklidná. Plují celou noc a nakonec se dostanou do Švýcarska. Místní policie jim zde poskytne dočasná víza.

### Kniha pátá
Frederic a Catherine žijí klidný život ve švýcarských horách, v malém dřevěném domku nedaleko Montreux, u manželů Guttingenových. Catherine se obává o zdravotní stav svého ještě nenarozeného dítěte, a proto se přestěhují do Lausanne, aby byli blíže nemocnici. Později je zde Catherine hospitalizována, a protože se porod příliš nedaří, je rozhodnuto, že bude nutné provést císařský řez. Nakonec se dítě narodí, ale je mrtvé. Navíc lékaři zjistí, že Catherine vnitřně krvácí. Frederic je zděšen, navštěvuje Catherine v jejím pokoji, ale ona mu umírá v náručí. Frederic poté odejde z nemocnice a v dešti se vrací zpět do hotelu.

## Styl

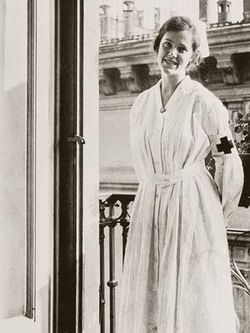
Agnes von Kurowsky, zdravotní sestra, kterou byla inspirovaná postava Catherine

Román je psán v ich-formě, hlavní hrdina je vypravěčem. Je napsán ve stylu typickém pro Hemingwaye, používá zde svou "teorie ledovce", což značí jeho minimalistický styl, kdy ukáže jen malou část příběhu, a zbytek si musí čtenář domyslet (stejně jako u ledovce – je z něj vidět jeden špička, a zbytek je pod vodou). Hemingway příliš nepopisuje detaily a dialogy v románu jsou velmi jednoduché a plytké. Minimalistický styl souvisí i s tím, že Hemingway byl novinář. V knize je použito mnoho italských slov. Použitá je také symbolika – například kdykoliv se děje něco špatného, prší.

## Pozadí

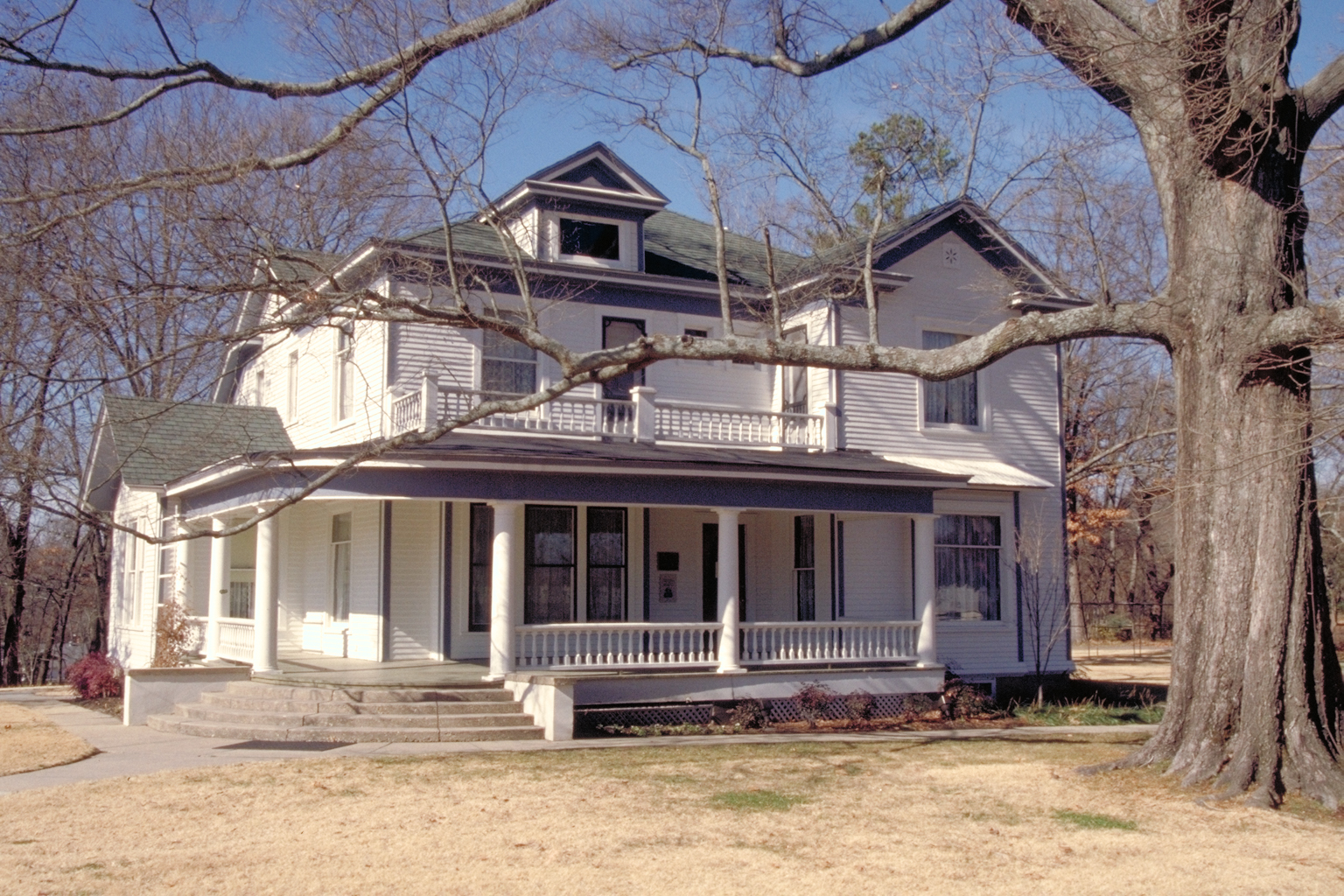
Hemingway-Pfeiffer House v Piggottu v Arkansasu, kde Hemingway napsal značnou část románu

Román je inspirovaný skutečnými událostmi. Stejně jako hlavní hrdina Frederic Henry, i Ernest Hemingway působil během první světové války na italské frontě. Také zde pracoval jako řidič sanitky, pro Červený kříž (kam se opravdu chtěl dostat, dokonce kvůli tomu zfalšoval svůj věk a oční test, aby byl na misi přijat). Stejně jako Frederic byl i Hemingway na frontě zraněn, a také byl hospitalizován v nemocnici v Miláně. Zde se zamiloval do zdravotní sestry, která se jmenovala Agnes von Kurowsky, a kterou si po skončení války chtěl vzít za ženu (k tomu ale nakonec nedošle). Právě Agnes se stala inspirací pro Catherine. Inspirací pro Helen Ferguson byla zase umělkyně Kitty Cannell, žijící v Paříži. Inspirací byla také korespondence mezi jeho přítelem Frederic J. Agatesem a jeho manželkou.
Anglický název vychází z názvu básně A Farewell to Arms, kterou napsal anglický dramatik George Peele (1556–1596).
Hemingway psal tento román na ranči Willis M. Spear's ve Wyomingu, ve městě Piggott v Arkansasu (v domě své manželky Pauline Pfeiffer) a v Mission Hills v Kansasu, kde zrovna jeho manželka prožívala porod císařským řezem, což inspirovala poslední část románu. Hemingway měl problém román dokončit, měl připravených okolo čtyřiceti různých konců a konec také mnohokrát přepisoval.
Román byl vydán v roce 1929 a stal se bestsellerem, byl například nazýván "prvním americkým románem z debaklu první světové války", a Hemingway se díky němu dostal do širšího povědomí. Hemingway později za další díla dostal i Nobelovu cenu za literaturu. Hemingway se řadí mezi tzv. "ztracenou generaci", generaci autorů, kteří zamlada zažili hrůzy první světové války, a nedokázali znovu najít důvěru ve společnost (proto jsou „ztracení“). Autoři z této generace typicky popisovali hrůzy války ve svých dílech.

### Cenzura
Ve Scribnerově vydání byla řada vulgarit obsažených v knize (konkrétně slova “shit“, “fuck“ a “cocksucker“) nahrazena pomlčkami (---). Existují také minimálně dva výtisky prvního vydání, ve kterých Hemingway přepsal cenzurovaný text rukou. Jedno z těchto dvou vydání bylo věnováno Maurice Coindreauovi, druhé Jamesi Joyceovi. Hemingwayem korigovaný text nebyl začleněn do žádného vydání knihy, ale některé audioverze byly vydány necenzurované.
Kromě Irského svobodného státu byla kniha zakázaná též ve fašistické Itálii. Jedním z důvodů, proč byl román v Itálii zakázán byly Mussoliniho osobní antipatie k Hemingwayovi, který s ním krátce poté, co se dostal k moci udělal rozhovor, a později vydal článek kde ho mj. nazval „největším lhářem v Evropě“.

## Vydání v Česku a na Slovensku
V češtině román poprvé vydalo Ottovo nakladatelství v překladu Emanuela Vajtauera v roce 1931. Byla to první Hemingwayova kniha vydaná česky. Překlad od Josefa Škvoreckého vydalo v letech 1958 a 1965 Státní nakladatelství krásné literatury, hudby a umění. V roce 1974 román pro nakladatelství Melantrich přeložil Vladimír Stuchl. Toto vydání v roce 1978 načetl František Němec v režii Josefa Červinky jako dvanáctidílnou četbu na pokračování pro Československý rozhlas. Škvoreckého překlad opětovně vydalo nakladatelství Knižní klub v roce 1999 a Odeon roku 2015.
Ve slovenštině vyšla kniha dvakrát pod názvem Zbohom zbraniam. Poprvé ji roku 1964 vydalo nakladatelství Slovenský spisovateľ v překladu Alfonze Bednára a v roce 2016 Ikar od překladatele Vladislava Gálise.